# Aligia santana
Aligia santana är en insektsart som beskrevs av Ball 1931. Aligia santana ingår i släktet Aligia och familjen dvärgstritar. Inga underarter finns listade i Catalogue of Life.